# Charles-Louis Clérisseau

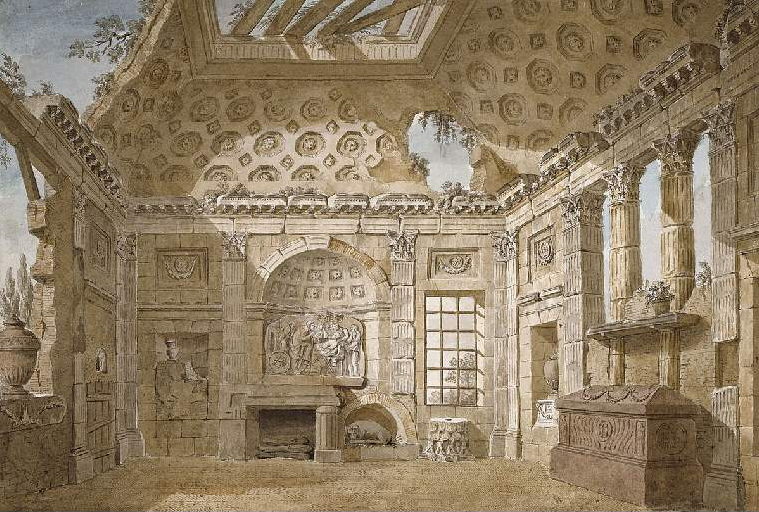
Charles-Louis Clérisseau – ”Ruinrummet”. Trompe l'œil-målning i klostret vid kyrkan Santissima Trinità dei Monti, Rom

Charles-Louis Clérisseau, född 28 augusti 1721, död 9 januari 1820, var en fransk arkitekt, antikforskare, målare och gravör.
Clérisseau spelade en framträdande roll vid nyklassicismens födelse och utveckling under 1700-talets senare hälft.